# Leonidas II
Leonidas II var konung av Sparta mellan 254 och 235 f.Kr. Han var son till Kleonymos, och samregent med Agis IV.
Leonidas var en ivrig motståndare till dennes reformplaner, som dock sedermera upptogs och åtminstone delvis genomfördes av Leonidas egen son Kleomenes III efter dennes tronbestigning år 235 f.Kr. Han var gift med Cratesiclea.
Leonidas avsattes 242 f.Kr. av sin svärson Klembrotos, men återtog makten 241 f.Kr.